# Novy Port
Novy Port (Russisch: Новый порт; "nieuwe haven") is een nederzetting op het centrale deel van de oostkust van het schiereiland Jamal aan de Obboezem, in het uiterste noordwesten van Azië. De havenplaats is onderdeel van het Russische West-Siberische autonome district Jamalië, waarbinnen het in het noordoosten ligt. De plaats is alleen verbonden met andere plaatsen door middel van winterwegen.
Novy Port werd tussen 1947 en 1949 sterk uitgebreid vanwege plannen van Stalin om een diepzeehaven aan te leggen bij het iets noordelijker gelegen Mys Kamenny. Het vormde net als het tegelijkertijd iets zuidelijker aangelegde plaatsje een gepland tussenstation voor een spoorlijn langs de Obboezem naar de haven van Mys Kamenny. Er werd een nederzetting, vissershaven en visfabriek gebouwd bij Novy Port en er moesten kilometerslange ijstunnels voor de visopslag worden uitgehakt met handgereedschap, hetgeen ongeveer 10 jaar in beslag nam. Het project voor een zeehaven viel binnen het project van Stalin om het noorden beter te verdedigen tegen buitenlandse invallen en tegelijkertijd het noorden van Siberië open te leggen. De haven en de bijbehorende nederzettingen werden aangelegd door duizenden Goelagdwangarbeiders. Het project bleek echter een mislukking: de Obboezem was veel te ondiep en Stalin besloot daarom om de spoorlijn vanaf Labytnangi niet verder door te trekken naar het noorden, maar naar het oosten; naar Igarka, waar een nieuwe diepzeehaven aan de Jenisej zou worden aangelegd. Na de dood van Stalin in 1953 werd de bouw aan deze Poolcirkelspoorlijn echter opgegeven. De lijn is nooit afgebouwd en ligt nu te verroesten op de toendrabodem.
Novy Port is nog steeds een klein vissersplaatsje. De ijstunnels zijn nog altijd te zien ondergronds. In de ijstunnels varieert de temperatuur van –12°C in de zomer tot –38°C in de winter. In de tunnels is ruimte voor ongeveer 2500 ton vis.